# Tagoropsis lupina
Tagoropsis lupina är en fjärilsart som beskrevs av Rothschild 1907. Tagoropsis lupina ingår i släktet Tagoropsis och familjen påfågelsspinnare. Inga underarter finns listade i Catalogue of Life.